# La Romana (municipio)
La Romana es una ciudad y un municipio de la República Dominicana, capital de la provincia homónima.

## Toponimia
La ciudad debe su nombre a una antigua balanza romana de gran tamaño que en el siglo XVI servía para pesar las mercancías que transitaban por el puerto, muy importante en aquella época, y propiedad de una familia originaria de Roma.

## Localización
El municipio se encuentra a 45 minutos al oeste de Punta Cana y a una hora y media al este de la capital, Santo Domingo. La ciudad más cercana es San Pedro de Macorís, a media hora de distancia, y Juan Dolio, aproximadamente a cuarenta minutos.
La Romana se encuentra también muy cerca de Bayahíbe, 25 minutos, y es el lugar más próximo para visitar las islas de Saona y de Catalina.

## Límites
Municipios limítrofes:
|                      | Norte: Guaymate |                                    |
| Oeste: Villa Hermosa |                 | Este: Higüey y San Rafael del Yuma |
|                      | Sur: Mar Caribe |                                    |

## Distritos municipales
Está formado por los distritos municipales de:
| Nombre    | Código   |
| --------- | -------- |
| La Romana | 08120101 |
| Caleta    | 08120102 |

## Historia
La ciudad de La Romana fue fundada en 1897, cuando le fue otorgada una concesión a una firma cubana por el Congreso Nacional para establecer una refinería de petróleo. En sus orígenes, La Romana fue una ciudad decadente y sin un futuro para sus habitantes. Esto cambió a partir del año 1917 gracias a la construcción de un gran molino (propiedad de italianos emigrados de Roma) que permitía obtener azúcar a partir de la caña de las grandes plantaciones que aún al día de hoy rodean La Romana. No hay que olvidar que actualmente, tras el turismo, la industria azucarera es la que más ingresos genera para la población. La puesta en funcionamiento del molino de azúcar coincidió con el alza de los precios del azúcar en todo el mundo, lo que provocó que los empresarios azucareros necesitasen mucha mano de obra, aprovechado por muchas familias pobres dominicanas del interior que se desplazaron a La Romana en busca de una mejor vida.[cita requerida]
A principios de 1960, Gulf and Western Industries, Inc. compró el molino de azúcar y empezó a invertir en la industria ganadera y cementera de la provincia. Paralelamente, invirtió aproximadamente 20 millones de dólares en modernizar el municipio haciendo construir colegios, clínicas, viviendas y demás infraestructura para sus trabajadores dominicanos. A mitad de la década de 1970 el conglomerado americano anteriormente citado empezó a vender sus activos dominicanos y a la vez construyó lo que hoy es uno de los mayores y exclusivos complejos turísticos de la República Dominicana, Casa de Campo.[cita requerida]
Uno de sus habitantes, Héctor Castillo Figueroa, emigrado a España en los años 1960-1970, se convirtió en el primer edil afroamericano de España, cuando fue elegido, el 3 de abril de 1979 como alcalde de la ciudad de Isla Cristina por el partido de UCD. El hecho motivó que ambas ciudades, La Romana e Isla Cristina, se hermanaran en los años 1980.

## Demografía
De acuerdo con el censo de 2010, realizado por la Oficina Nacional de Estadística, la población de la urbe asciende a 136 868 habitantes, excluyendo la población rural. Esta cantidad es inferior a la empadronada en 2002, debido a la escisión administrativa que ocurrió en 2004, en la que el barrio de Villa Hermosa se convirtió en un municipio independiente.

## Economía
Es un municipio cuyo desarrollo, en un principio, lo debe a la empresa Central Romana Corporation, quien posee algunas propiedades diseminadas por toda la ciudad y zonas periféricas, además muchos terratenientes tienen sus terrenos arrendados para el cultivo de caña de azúcar, lo que los convierte en "Colonos", por lo cual reciben beneficios monetarios. Es un pueblo con casi el 100% de empleo, principalmente en la industria del turismo o con la Central Romana Corporation, la Zona Libre (Zona Franca Romana), o una de las empresas de servicios allí.

## Puerto
Este puerto se encuentra localizado en la desembocadura del río dulce, en la latitud 18°26' N y longitud 68°57' W, con un calado de 34 pies, una longitud de muelle de 100 metros, un círculo de maniobra de 240 metros, y un canal de entrada de 60 metros de ancho y profundidad de 40 pies.
Este puerto es de propiedad privada supervisado por la Autoridad Portuaria Dominicana, construido durante la década del 50 por la Gulf and Western hoy Central Romana Corporation.
Ante el auge del turismo en la Rep. Dominicana los propietarios del Central Romana Corporation construyeron un muelle turístico dentro de su terminal portuaria para completar las facilidades que desde hace años ofrecen en la isla Catalina, manejando los pasajeros en embarques y desembarques internacionales a través de su aeropuerto.
Sus operaciones están basadas en la exportación de azúcar, carga general, carga en contenedores, combustibles y el manejo de cruceros, actualmente cuenta con dos terminales, el Muelle comercial y la terminal Turística

## Monumentos

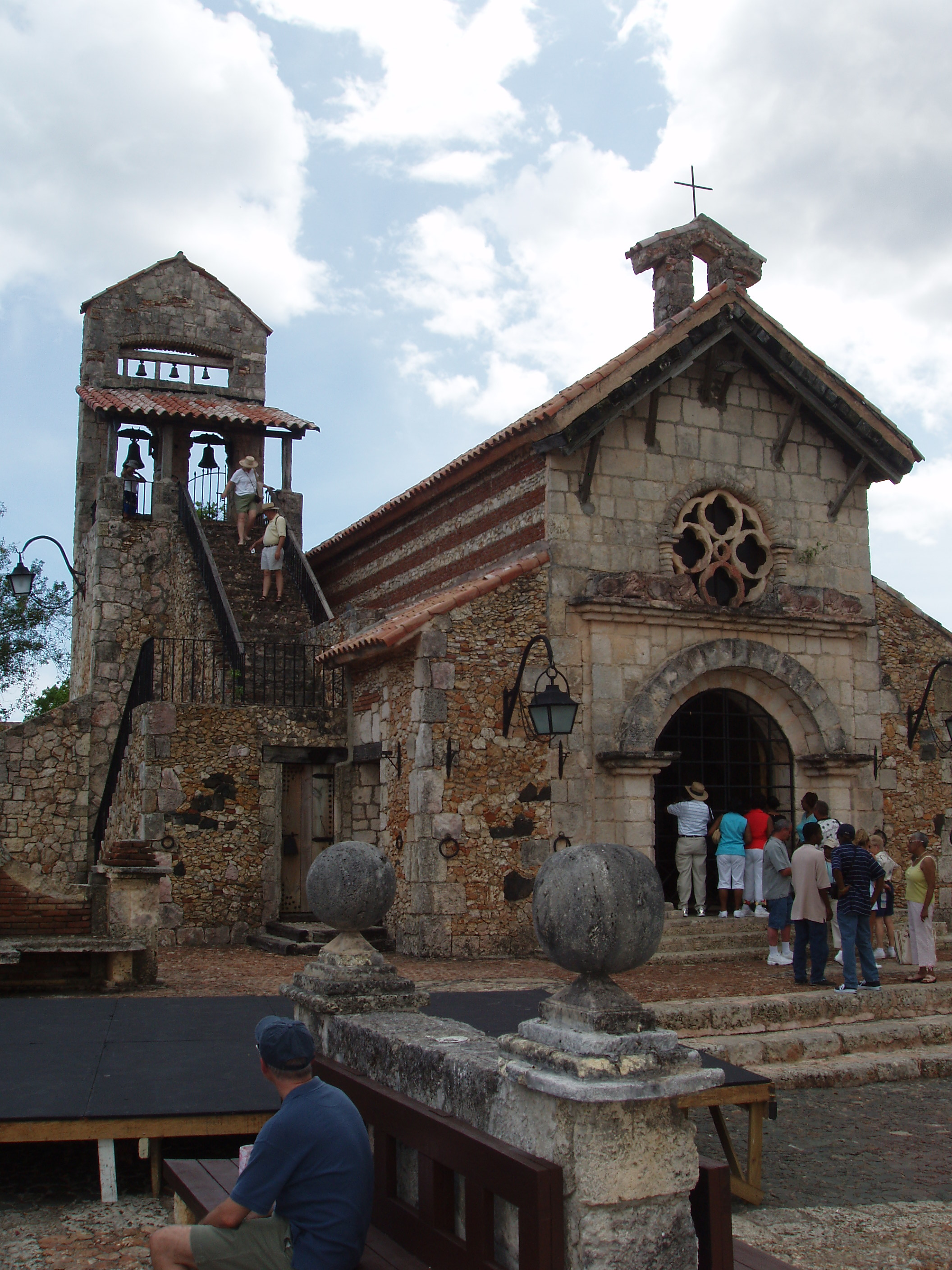
Altos de Chavón

El municipio tiene una arquitectura medieval y mediterránea con un estilo europeo. Además, guarda reliquias arquitectónicas de estilo victoriano típicas del este del país. Hoy en la actualidad la ciudad se dirige al estilo mediterráneo reflejarlo en altas torres que se levantan en la ciudad. De igual modo se acoge al estilo moderno y minimalista.

### Altos de Chavón
El paraje de Altos de Chavón, situado en la sección de Aletón, se empezó a construir en 1976. Charles Bludhorn, presidente de Golf & Western Corporation fue el que tuvo la idea de construir esta aldea de estilo Mediterráneo del siglo XVI como regalo de cumpleaños a su hija en los altos del río Chavón. El italiano Roberto Copa fue el encargado de hacer realidad la idea de Bludhorn. Esta villa nos transporta a Europa mediterránea con las más espectaculares vistas del Río Chavón y el mar Caribe.
Altos de Chavón está ubicado al sudeste de la República Dominicana, en La Romana, y a solo 110 kilómetros de la histórica ciudad de Santo Domingo. Enclavada en la cima de una meseta frondosa y rocosa, la pequeña villa se encuentra dentro de los linderos del complejo turístico Casa de Campo. Construida en 1976, Altos de Chavón es la sede de La Fundación Centro Cultural Altos de Chavón, una entidad cultural y educativa sin fines de lucro.
Algunos de los monumentos más reconocidos son:
- Anfiteatro de Altos de Chavón
- Ayuntamiento Municipal
- Bulevar Paseo Santa Rosa
- Iglesia de San Estanislao
- Iglesia de San Pablo
- Iglesia de Santa Rosa de Lima
- Monumento a la Biblia
- Monumento al Padre Abreu
- Obelisco de La Romana
- Parque Central J.P Duarte
- Parque de la Rotonda
- Plaza de la Medalla
- Plaza de las Banderas

## Cultura

### Teatro
El primer teatro romanense se instaló en el año 1913 por iniciativa del Sr. Lowesky Monzón, quien introdujo en la localidad el cine parlante. Estaba ubicado en una casa de madera adaptada para sus actividades en la calle Castillo Márquez.
Luego fundó el teatro Ramírez y más tarde el Romanés, que posteriormente adoptó el nombre de teatro Colón establecido en la parte frontal a la calle.
Este lugar fue destruido por un incendio mientras se proyectaba una película, siendo reconstruido en el mismo lugar, pero con el frente hacia el parque Central o Duarte. Otros teatros que funcionaron en La Romana en el pasado lejano, fueron el Olimpo ubicado en la calle Fco. Richez Ducoudray, con varios camerinos y parcos para los asistentes; así como el Delicias localizado en la calle 30 de Marzo donde se presentaron grandes peleas de boxeo con la participación de púgiles locales, nacionales y extranjeros.
Los locales de estos teatros estaban preparados para las presentaciones de artistas, obras teatrales y en algunos, películas. Ya en épocas más recientes surgieron los cines Papagayo, ubicado en la Avenida Santa Rosa; Perla, ubicado en la calle Pedro A. Lluberes, y Pueblo en el Ensanche La Hoz. Todos han desaparecido, creándose recientemente la Plaza Hollywood, con seis salas de cine, localizado en el kilómetro 5 de la carretera Romana - San Pedro de Macorís, además del Cine de Casa de Campo. Es también llamada la ciudad de los turistas.

## Turismo

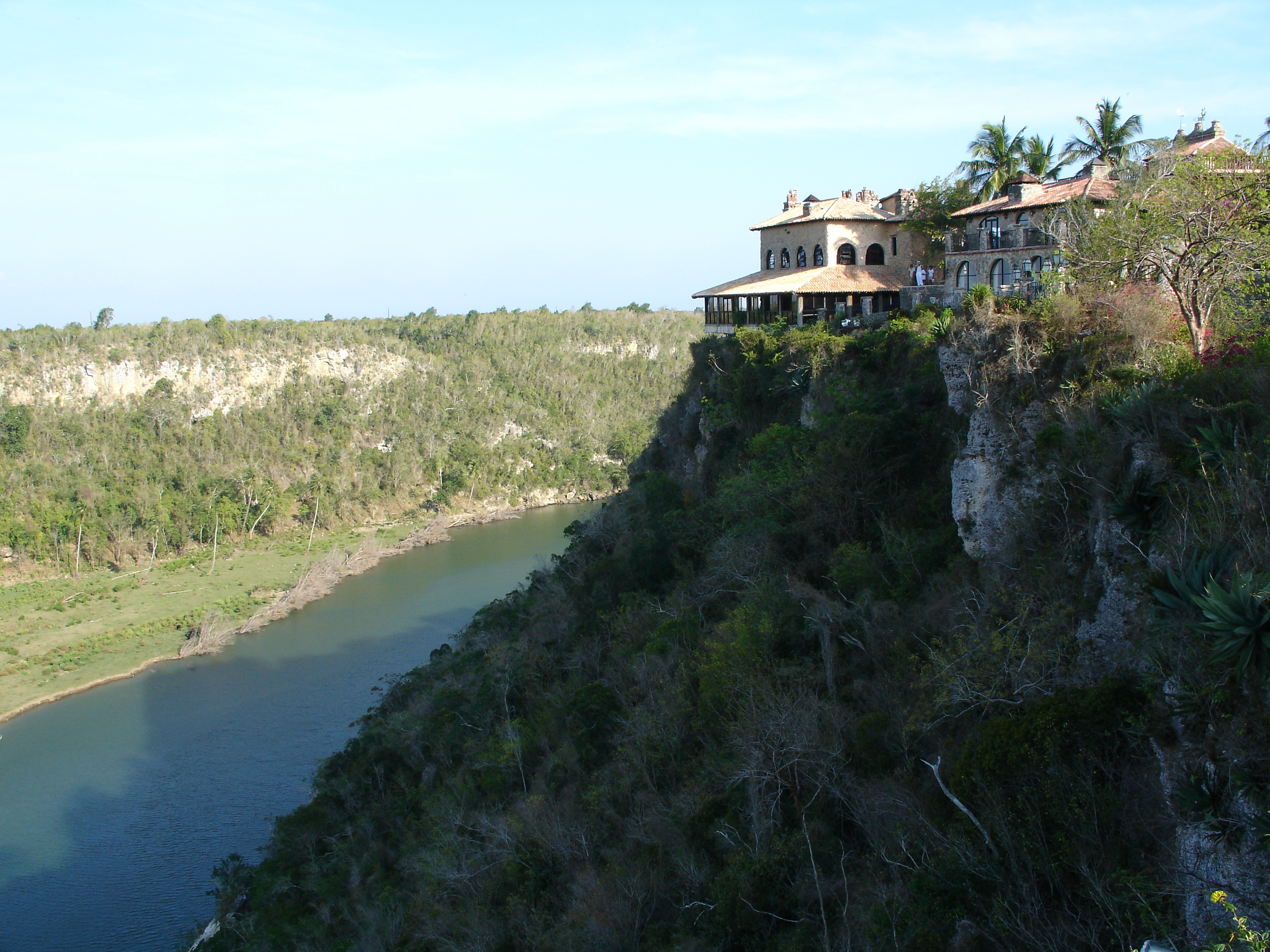
Altos del Chavón. Sede del Museo Arqueológico nacional.

Esta ciudad se caracteriza por su enorme influencia en los programas de turismo del país. Está lleno de hermosas playas y muchos hoteles y resorts de gran lujo como el Casa de Campo, considerado de los más prestigiosos y lujosos del país. También hay muchas zonas suburbanas de crecimiento y de las comunidades cercadas, esta ciudad tiene una población grande, y todos los problemas asociados con las áreas de alta densidad. No tiene muchos puntos de interés notable en términos de arquitectura o de los espacios urbanos, siendo apenas 100 años de antigüedad. 
La Romana es la segunda ciudad en riqueza económica de la República Dominicana, además de ser la tercera que más recursos genera al país. Siendo esta la segunda ciudad más rica del país con una economía sostenible, basada principalmente en el turismo, industrias y el comercio.

## Aeropuerto

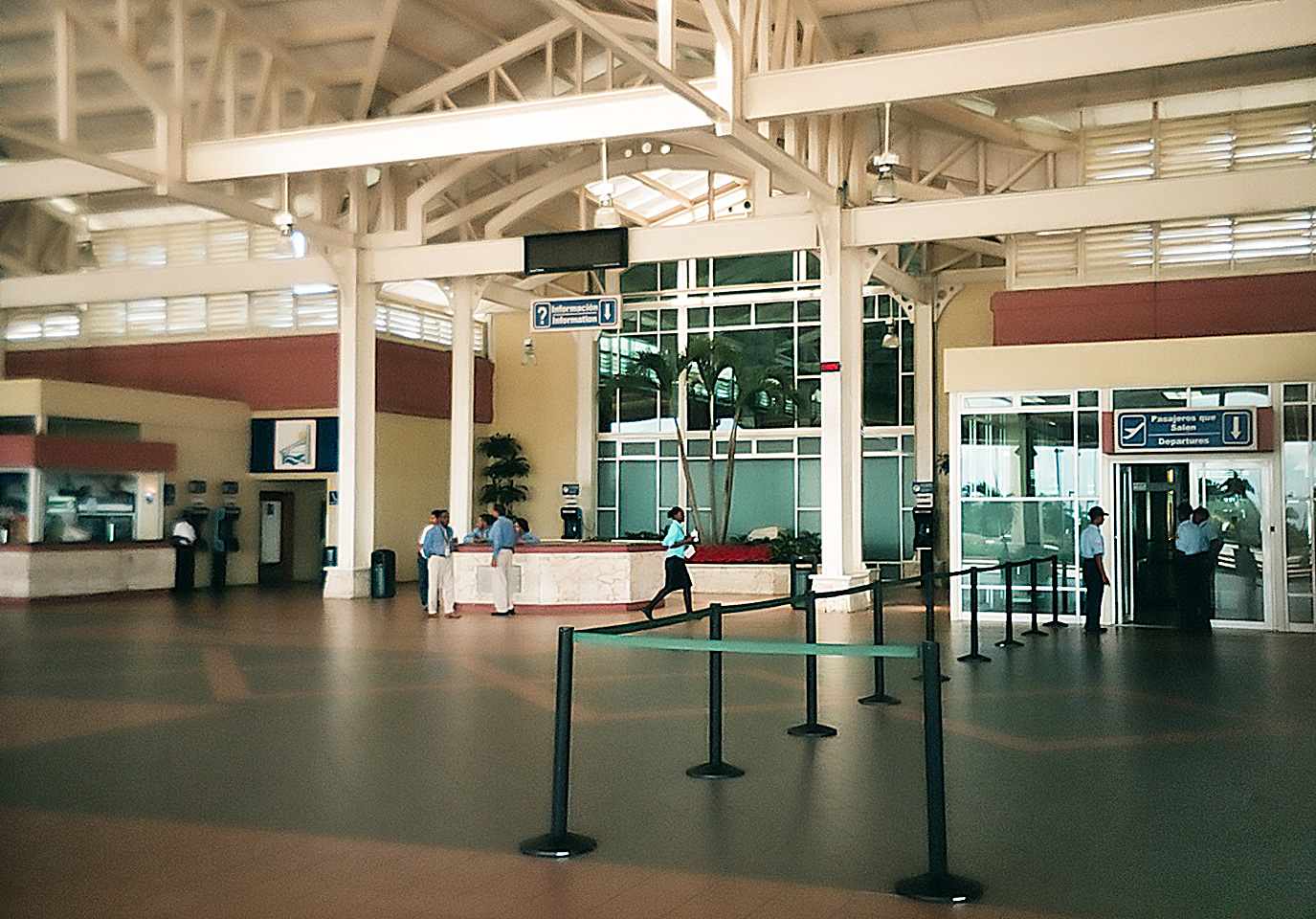
Aeropuerto de La Romana

El Aeropuerto Internacional de La Romana (IATA: LRM, OACI: MDLR) es un aeropuerto comercial privado en el este de la República Dominicana, que sirve a la ciudad turística de La Romana y al resort de Casa de Campo.
Fue construido en un estilo dominicano tradicional, con las terminales al aire libre y sus azoteas cubiertas de árboles de palma.
Existe un importante número de líneas y vuelos chárter con destino a La Romana; este aeropuerto registró una gran afluencia de visitantes en 2002, haciéndolo uno de los aeropuertos más visitados de la República Dominicana.
Actualmente ocupa el quinto lugar en tráfico aéreo, detrás de Punta Cana, Las Américas, Puerto Plata y Santiago. Recibe un vuelo diario de American Airlines desde Miami, operado por un B737-800 y dos vuelos diarios de American Eagle desde San Juan en ATR-72. El aeropuerto tiene 7 posiciones en la terminal internacional y una espaciosa terminal de aviación privada dónde pueden estacionarse hasta 12 reactores privados.
El gentilicio oficial de las personas residentes en la Romana es: Romanense

## Educación
- Universidad Organización y Método (O&M).
- Universidad Federico Henríquez y Carvajal (UFHEC).

- Universidad Autónoma de Santo Domingo (UASD), llamada Centro Universitario de la Romana (CUR).

## Deportes
La ciudad cuenta con muchos estadios ya que el Béisbol es el deporte nacional, además cuenta también con muchas canchas de Baloncesto.

### Béisbol
Toros del Este, antiguo Azucareros del Este es el equipo de béisbol profesional que representa a La Romana en la LIDOM con sede en el Estadio Francisco Micheli en La Romana.

### Baloncesto
Cañeros del Este, un equipo de la Liga Nacional de Baloncesto con sede en el Polideportivo Eleoncio Mercedes en 1983, el gobierno de Salvador Jorge Blanco, a través del fondo para el desarrollo de esta región, construyó el Polideportivo de La Romana (La Romana Sports Center), que fue nombrado después Eleoncio Mercedes, en honor del boxeador de peso mosca oriundo de la ciudad que se convirtió en campeón del mundo.

### Canchas de baloncesto
Entre los techados tenemos:
- Polideportivo Eleoncio Mercedes
- Virgilio Castillo Chola
- San Martín de Porres
- Pabellón Max Simón (Cancha Municipal)

Los no techados:
- Juan Pablo Duarte
- Enrique Henríquez
- Gregorio Luperón
- San Carlos
- La Unión
- Ramón Marrero Aristy
- Quisqueya
- El INVI

### Fútbol
Del Este Fútbol Club es un equipo de la Liga Dominicana de Fútbol (LDF) con sede en el Estadio Municipal de Fútbol, en La Romana
Las malas condiciones del estadio han hecho que el equipo juegue sus partidos como locales en el complejo de San Pedro de Macorís y posteriormente en el remozado estadio de El Seibo, se espera a la construcción de un nuevo estadio de fútbol como casa del equipo en el distrito municipal de Caleta, Provincia de La Romana.

### Boxeo
Coliseo Pedro Julio Nolasco en este se lleva a cabo la actividad del Boxeo. 

## Canales de Televisión
El primer canal de Televisión de La Romana fue el Canal 3 de "Visión Dominicana" fundado en el año 1992, con transmisión a través de la compañía de telecable local del mismo nombre. El primer canal de TV local con transmisión para toda República Dominicana en compañías de telecable fue Romana TV, propiedad del Grupo de Comunicaciones Micheli.
- Bendición TV
- Caña TV
- Cielo TV
- Enntivision
- Flor TV
- Puerto TV
- Romana TV 42
- TeleOriente
- TVO

## Emisoras de radio
- Amor FM - 91.9FM
- Delta - 103.9FM
- FM 107 - 107.5FM
- Guía - 97.9FM
- Horizonte (Católica) - 104.3FM
- La Grande - 106.7FM
- La Kalle 96.3 FM
- Radio Bendición 95.1FM
- Radio Juventud (La Bachatosa) - 1250AM
- Radio Ven (Evangélica) - 105.5FM
- Tiempo - 100.7FM

## Hermanamiento
- Isla Cristina, Huelva, Andalucía, España
- Fort Lauderdale, Florida, Estados Unidos